# Odo II (margrave de la Marche de l’Est saxonne)
Pour les articles homonymes, voir Odo.
Odo II , connu aussi sous le nom d’Hodo II, mort après le 30 juin 1032, est un comte en Saxe. Il fut margrave de la marche de l'Est saxonne de 1030 jusqu'à sa mort. 

## Biographie
Odo est le fils unique de Thietmar († 1030), nommé margrave de la marche de l'Est saxonne en 1015, à l'époque où la guerre germano-polonaise sévit dans la région. Il a une sœur, Oda, qui s'est mariée au comte Guillaume III de Weimar puis au comte Dedo II de Wettin. 
À la suite notamment de l’avancée des Polonais, la taille de la marche de l’Est s’était fortement réduite : en 1018, le margrave Thietmar était contraint d'observer comment une grande partie de son territoire revint aux Polonais après la paix de Bautzen. Odo a succédé à la mort de son père le 10 janvier 1030 ; il doit faire face au roi polonais Mieszko II Lambert et également aux exigences de Siegfried, fils de l'ancien margrave Odo Ier. Néanmoins, à la suite de plusieurs campagnes militaires de l'empereur Conrad II le Salique, Mieszko II de Pologne est tenu de lui retourner les territoires conquis de la Lusace. 
Tout ce que nous savons du margrave Odo, c’est qu’il n’avait pas d’héritier. C'est le comte Thierry II de la maison de Wettin, beau-père de sa sœur Oda, qui a été désigné pour lui succéder en tant que margrave de Lusace. En 1034, toutefois, il fut assassiné par Ekkehard II, le fils cadet du margrave Ekkehard Ier de Misnie. Finalement, Dedo II de Wettin, le beau-frère d'Odo, lui a succédé en 1046, après une longue période trouble. 